# Philippe de Lévis
Philippe de Lévis (4 de novembro de 1435 – Roma, 4 de novembro de 1475) foi um cardeal francês da Igreja Católica, que foi arcebispo de Arles.

## Biografia
Não se sabe com exatidão seu local de nascimento, além de ser no Reino da França, mas sabe-se que era filho de Eustache de Lévis, barão de Quelus, e de Adelaïde de Cusan. Também se desconhece informações sobre sua educação e seu início na vida religiosa.
Foi eleito arcebispo de Auch em 29 de março de 1454, recebeu o pálio em 29 de novembro do mesmo ano, mas não há informações sobre sua ordenação episcopal. Foi transferido para a Arquidiocese de Arles em 24 de março de 1463, além de ter sido abade commendatario do mosteiro beneditino de Montmajour, em Arles, e do mosteiro agostiniano de Saint-Sernin, em Toulouse.
Foi criado cardeal pelo Papa Sisto IV no Consistório em 7 de maio de 1473, recebendo o chapéu vermelho na Basílica de Santa Maria Maior, em 10 de maio de 1473 e o título de cardeal-presbítero de Santos Marcelino e Pedro em 17 de maio do mesmo ano.
Morreu em 4 de novembro de 1475, em Roma. Foi sepultado sobre a Porta Santa, em um sepulcro com a estátua jacente do cardeal, na Basílica de Santa Maria Maior.